# بیله هرکولانه
شهر بیله هرکولانه (به رومانیایی: Băile Herculane) در شهرستان کرش-سورین در کشور رومانی واقع شده‌است. جمعیت این شهر ۶٬۰۵۱ نفر  است.

## نگارخانه

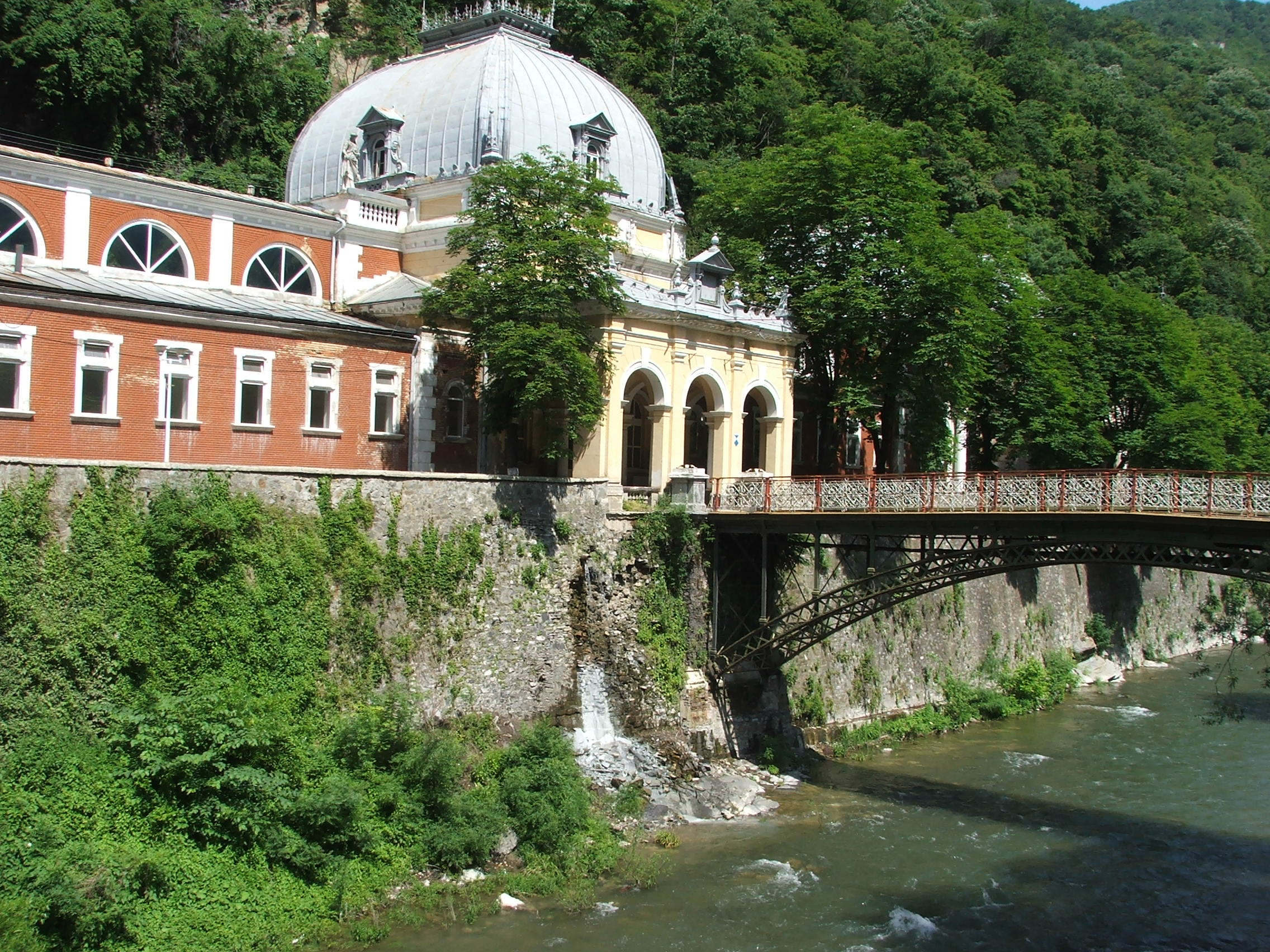
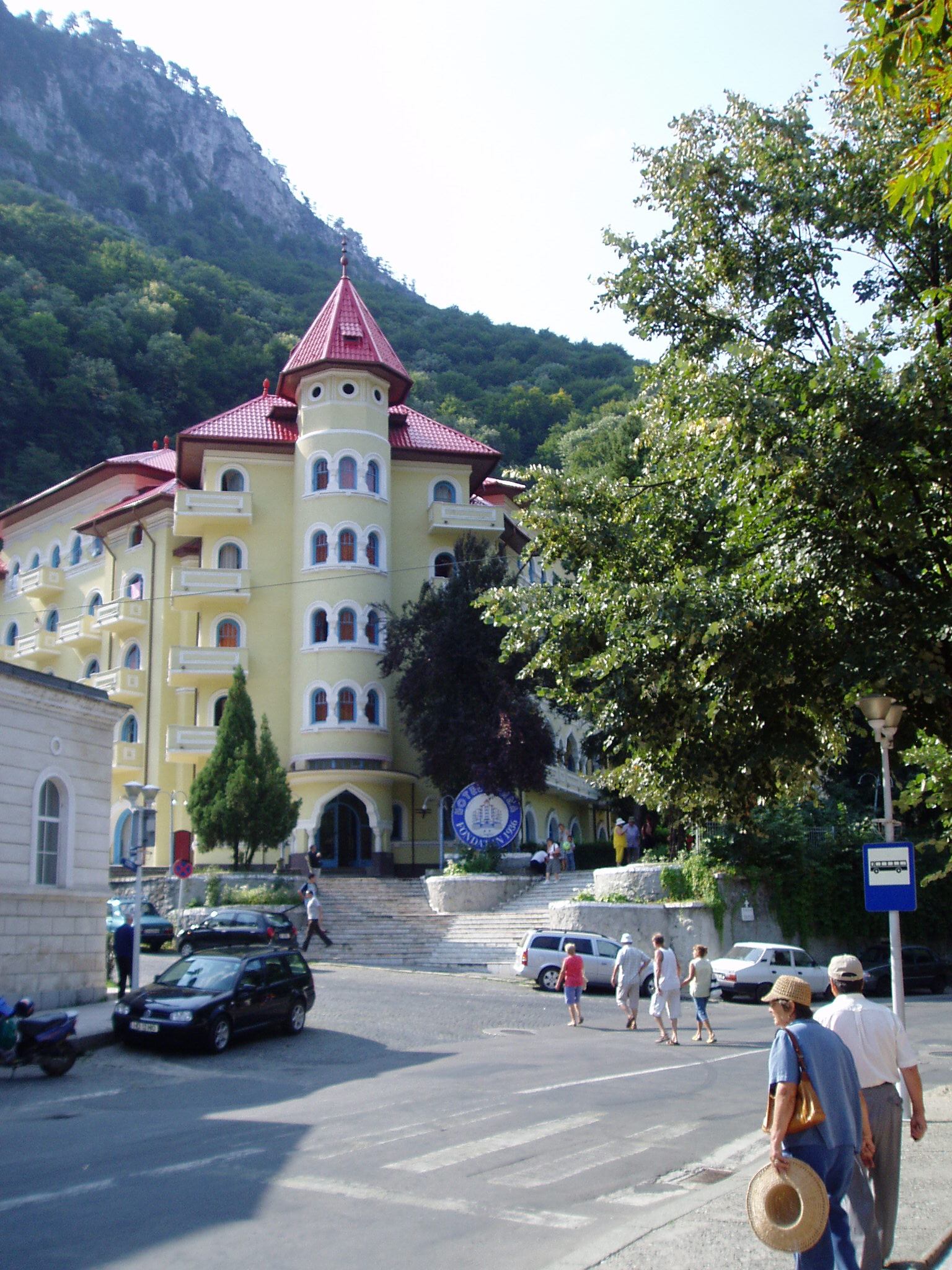
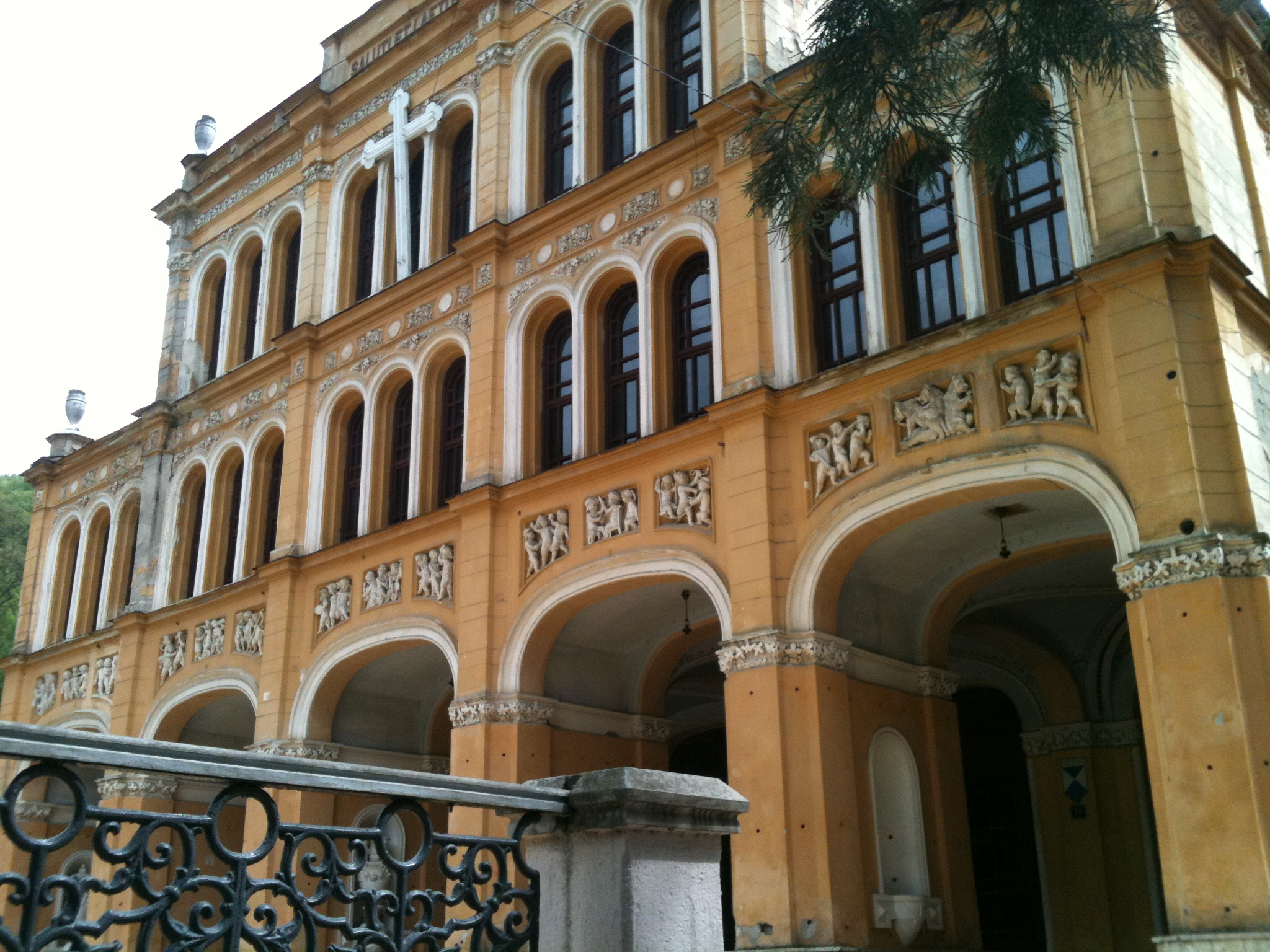
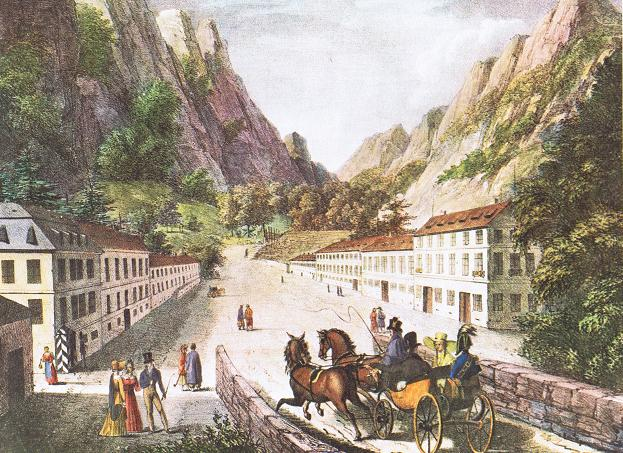
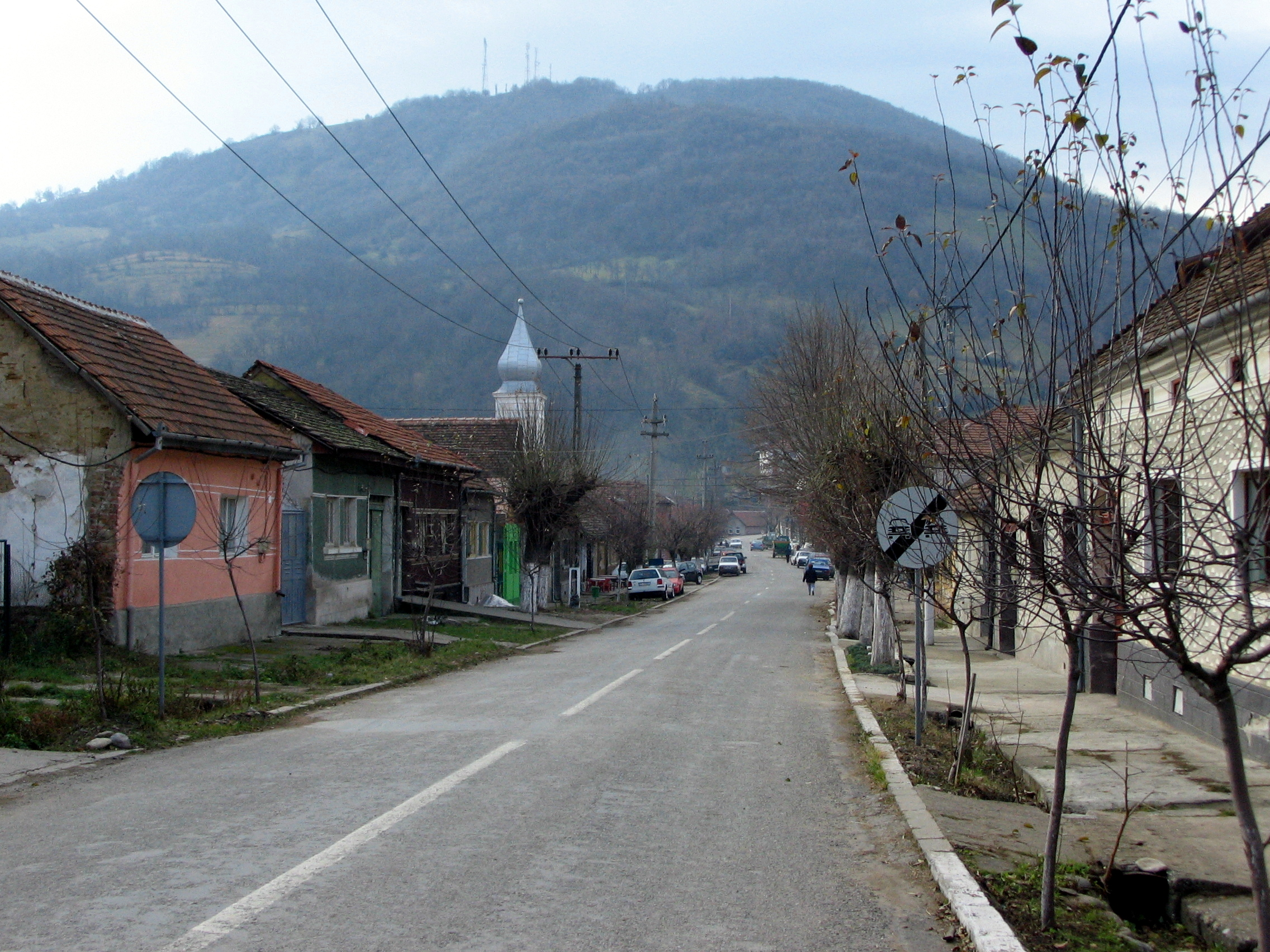